# Dolores Bakos

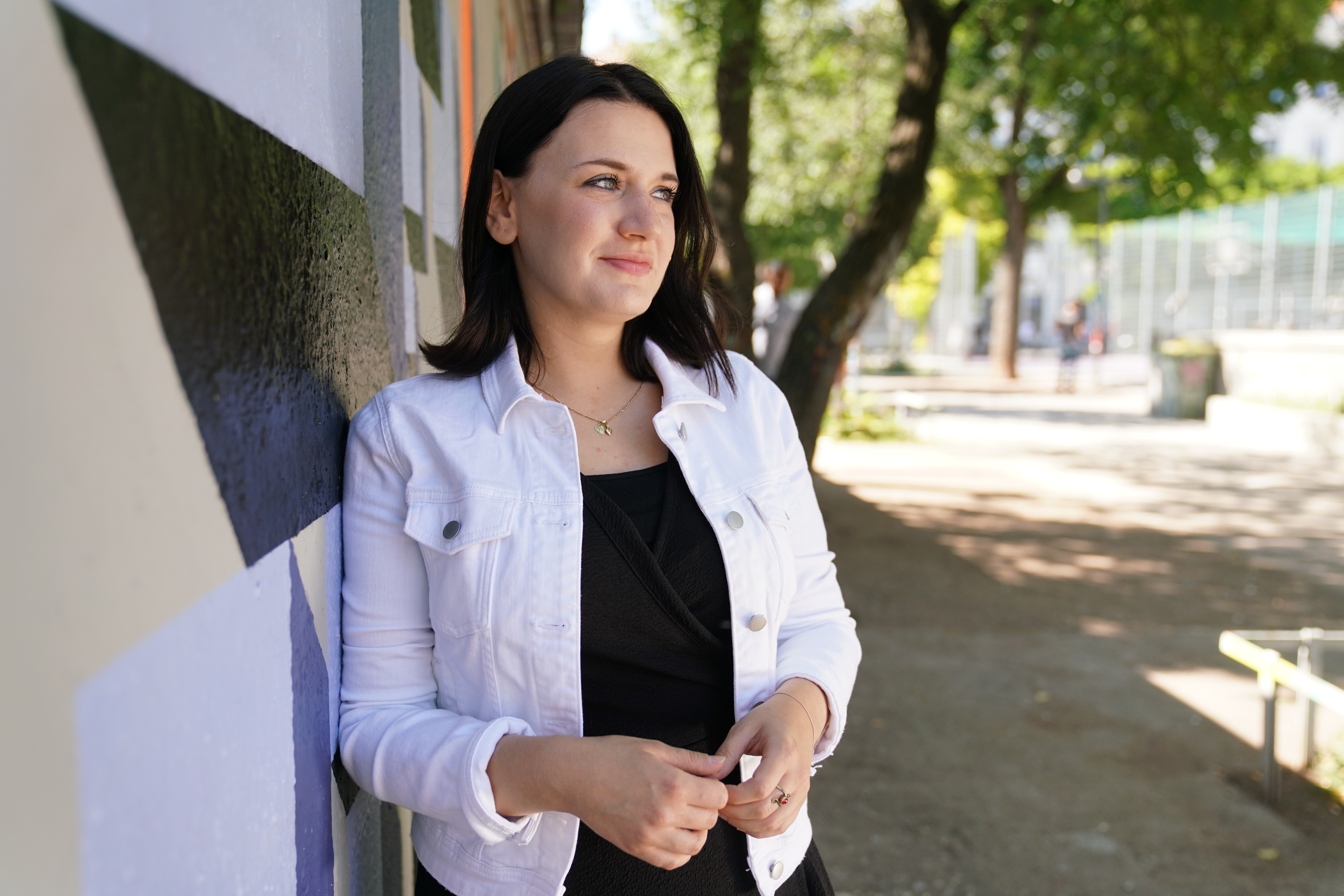
Dolores Bakos (2021)

Dolores Bakos (* 1993 in Wien) ist eine österreichische Politikerin (NEOS). Seit dem 24. November 2020 ist sie Abgeordnete zum Wiener Landtag und Mitglied des Wiener Gemeinderates. Sie war bis 2021 Landesvorsitzende von JUNOS Wien.

## Ausbildung und Beruf
Dolores Bakos schloss die Matura mit Auszeichnung in einem Gymnasium im 5. Bezirk der Stadt Wien ab. Sie studierte Politikwissenschaften sowie Rechtswissenschaften an der Universität Wien. Sie war als juristische Angestellte in diversen international tätigen Rechtsanwaltskanzleien tätig.
Seit dem 24. November 2020 ist sie Abgeordnete zum Wiener Landtag und Mitglied des Wiener Gemeinderates und Schriftführerin des Wiener Landtages und Gemeinderates. Sie ist Sprecherin für Jugend, Frauen, Integration und Europa. Im Ausschuss Europäische und internationale Angelegenheiten ist sie Vorsitzender-Stv.in. Durch den Vorsitz bei Junos Wien ist sie auch im Landesteam der Neos Wien.
Sie ist seit März 2021 Vorstandsvorsitzende von WienXtra. 

## Vereine
Sie war Mitbegründerin von Viva La Vulva.